# Смирнов, Кирилл Иванович
Кири́лл Ива́нович Смирно́в (1907—1985) — советский инженер-строитель, начальник управления, Герой Социалистического Труда. Заслуженный строитель РСФСР.

## Биография
Родился 9 мая 1907 года в посёлке Катунки Нижегородской губернии.
Трудовую деятельность начал в 1922 году.
Окончил в 1934 году Ленинградский политехнический институт по специальности инженер-гидротехник.
Работал на нескольких гидротехнических стройках старшим инженером, начальником отдела, зам. главного инженера проекта, начальником работ. Принимал участие в проектировании первых волжских гидростанций — Угличской и Рыбинской.
В 1937 году была репрессирована его жена — Надежда Константиновна, которая вернулась из заключения через семь лет. Была реабилитирована в 1956 году. Сам Кирилл Иванович с 1937 года работал на Волгострое, Тагилстрое, на строительстве Широковской ГЭС, Волго-Донского канала, Куйбышевского гидроузла на Красноглинском створе. В 1940—1942 возглавлял на Волгострое бюро малых гидроэлектростанций на притоках Волги. Руководил изыскательскими и проектными работами по Костромской ГЭС. Принимал участие в строительстве Нижнетагильского металлургического комбината, электровакуумного завода и завода вакуумного машиностроения в Саратове.
С 1953 года — главный инженер, начальник СМУ Правого берега управления «Куйбышевгидрострой» на строительстве Куйбышевской ГЭС им. В. И. Ленина. При его активном участии был разработан и внедрён новый метод индустриального армирования и укладки бетона в массивные гидротехнические сооружения, опалубливание с помощью железобетонных плит-оболочек. С 1958 года Смирнов — начальник и главный инженер СМУ «КГС» в системе Минэнерго СССР. Затем работал начальником СУ основных сооружений Братскгэсстроя, заместителем главного инженера института «Гидроэнергопроект»

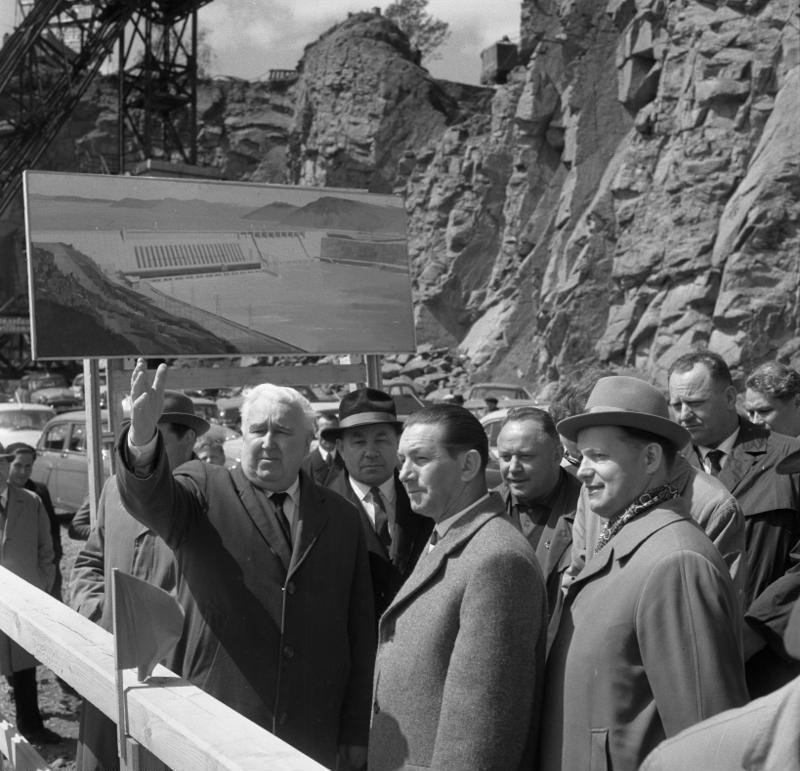
На строительстве Красноярской ГЭС

В 1960-х годах главный инженер строительства Красноярской ГЭС. По его предложению в Дивногорске был построен завод непрерывного действия по приготовлению бетонной смеси. 25 сентября 1963 года принимал на строительстве Красноярской ГЭС Юрия Гагарина.
В 1964—1975 работал заместителем начальника Главгосэкспертизы Госстроя СССР.
С 1965 — главный советский эксперт на строительстве Асуанской плотины в Египте.
Умер 16 апреля 1985 года в Москве.

## Награды
- Герой Социалистического Труда (1958).
- Два ордена Ленина (1958, ?)
- Заслуженный строитель РСФСР.
- награды Египта.